# Žeravića
Žeravića är en ort i Bosnien och Hercegovina.   Den ligger i entiteten Republika Srpska, i den norra delen av landet, 170 km nordväst om huvudstaden Sarajevo. Žeravića ligger 89 meter över havet och antalet invånare är 541.
Terrängen runt Žeravića är platt. Närmaste större samhälle är Bosanska Gradiška, 2,5 km norr om Žeravića. 
Trakten runt Žeravića består till största delen av jordbruksmark. Runt Žeravića är det ganska tätbefolkat, med 67 invånare per kvadratkilometer.